# Popover (gastronomia)
Un popover o laplander è un panino dolce statunitense simile allo Yorkshire pudding. I popover sono a base di uova e vengono conditi con frutta, panna montata, burro, confetture o con il tè. Viene cotto in apposite formelle dai contorni lisci o, in alternativa, in quelle per i muffin. Il loro nome deriva dal fatto che, durante la loro cottura, la pastella dei popover "balza" ("pop over") gonfiandosi verso l'alto.

## Storia
Il popover è l'equivalente statunitense dello Yorkshire pudding e, più in generale, dei pudding di pastella fabbricati in Inghilterra a partire dal diciassettesimo secolo. Il più antico riferimento noto inerente ai popover risale agli anni cinquanta dell'Ottocento mentre il primo libro di cucina che li menziona fu edito nel 1876.

## Varianti
Una variante del panino dolce è il Portland popover pudding, preparato nell'omonima città e contenente aglio ed erbe. In alcune delle sue variazioni, il popover contiene purè di zucca, pimento e noce moscata.

## Nella cultura di massa
L'alimento fu citato in una poesia di Ogden Nash:
A fortunate blunder:

It's a sort of popover

That turned and popped under.»
(Ogden Nash)